# Фа (буква арабского алфавита)
Фа (араб. فاء‎) — двадцатая буква арабского алфавита. Соответствует букве «ф». Фа относится к лунным буквам.

## Соединение
Стоящая в начале слова Фа пишется, как فـ; в середине слова — как ـفـ и в конце слова — ـف.

## Числовое соответствие
Букве соответствует число 80. 

## Произношение
Арабская согласная (ф) по своей артикуляции близка к соответствующему русскому согласному: ф.
Арабские согласные занимают среднее положение между мягкими и твердыми русскими согласными, то есть произносятся примерно как соответствующие русские мягкие согласные в словах «Федя».
При артикуляции (произнесении) арабского среднего согласного (ф) органы речи (язык и губы), как и при артикуляции русского мягкого согласного, не напрягаются.